# Hunter Long
Hunter Long (Exeter, 19 agosto 1998) è un giocatore di football americano statunitense che milita nel ruolo di tight end per i Jacksonville Jaguars della National Football League (NFL).

## Carriera

### Miami Dolphins
Long all'università giocò a football al Boston College. Fu scelto nel corso del terzo giro (81º assoluto) nel Draft NFL 2021 dai Miami Dolphins. Debuttò come professionista partendo come titolare nella gara del primo turno contro i New England Patriots. La sua stagione da rookie si concluse con una ricezione da 8 yard in 7 presenze, 2 delle quali come titolare. Nel 2022 disputò 9 partite, nessuna delle quali come partente, senza fare registrare alcuna ricezione.

### Los Angeles Rams
Il 12 marzo 2023 Long fu scambiato assieme a una scelta del terzo giro del Draft 2023 per il cornerback All-Pro Jalen Ramsey.

### Jacksonville Jaguars
Il 12 marzo 2025 Long firmò un contratto biennale del valore di 3 milioni di dollari con i Jacksonville Jaguars.